# Osiedle Piastowskie (Kostrzyn)
Osiedle Piastowskie – osiedle mieszkaniowe w śródmiejskiej części Kostrzyna, położone na północ od linii kolejowej linii kolejowej Warszawa - Poznań - granica państwa.
Osiedle Piastowskie powstało w latach 70. XX wieku, składa się z bloków wielorodzinnych z tzw. wielkiej płyty. W późniejszych latach zabudowę uzupełniono budynkami wybudowanymi w nowszej technologii. W południowej części Osiedla Piastowskiego znajduje się kolonia domków jednorodzinnych.